# マクドゥーガル (オンタリオ州)
マクドゥーガル（英：The Municipality of McDougall）は、カナダのオンタリオ州中央部、パリーサウンド地区に位置する町。2006年統計では人口2,704人、面積262.73km²。

## 地区（町）
- ノーベル （Nobel）
- バッジャーズ・コーナーズ （Badger's Corners）
- ワウバミク （Waubamik）